# Pasquale Belli
Pasquale Belli (ur. 3 grudnia 1752 w Rzymie, 31 października 1833 tamże) – włoski architekt.

## Biografia
Pasquale Belli urodził się w rodzinie Giambattisty i Annunziaty Mirabelli, w Rzymie 3 grudnia 1752 roku. Był wychowankiem szkoły pijarskiej. Uczył się rysunku i malarstwa u francuskiego malarza Laurenta Pécheux’a. Poznał też technikę prac konserwatorskich. Ostatecznie zajął się architekturą, ucząc się u Pietro Camporese. W 1775 roku zdobył jedną z nagród dla studentów architektury w rzymskiej Akademii Świętego Łukasza. Jako współpracownik P. Camporese wykonał projekty łuku na cześć papieża Piusa VI wzniesionego w Subiaco oraz prowadził prace remontowe w Palazzo dell’Apollinare w Rzymie.
Po podjęciu współpracy z Giovannim Antinorim, uczestniczył w pracach przy podnoszeniu rzymskich obelisków za pontyfikatu papieża Piusa VI. Odpowiadał również za budowę seminarium w Noli. Od 1810 roku Belli wykładał w Akademii Świętego Łukasza w Rzymie. Wraz z Canovą, Camuccinim i Thorvaldsen zreformowali jej statut. W 1816 roku współuczestniczył w nowym ulokowaniu Mojżesza Michała Anioła. Gdy w 1818 roku odnaleziono relikwie św. Franciszka z Asyżu w podziemiach bazyliki konwentualnych, Belli zaprojektował neoklasycystyczny wystrój krypty. Konstrukcja Belliego została rozebrana w 1926 roku. W 1822 roku dokończył prace przy budowie Braccio Nuovo w Museo Chiaramonti (Muzea Watykańskie), rozpoczęte przez Raffaele Sterna. We wrześniu 1825 roku mianowano go głównym architektem odbudowy Bazyliki św. Pawła za Murami. Kościół spłonął w 1823 roku. Podjął decyzję o wyburzeniu pięciu rozpadających się naw i usunięciu tzw. łuku Galli Placidii. W ten sposób zaprzepaszczone zostały średniowieczne freski Pietra Cavalliniego. W pracach przy odbudowie współpracę podjęli architekci Pietro Bosio, Pietro Camporese Młodszy oraz Virgino Vespigniani. Belli odpowiadał również za prace przy fasadach rzymskich kościołów Santa Maria della Consolazione (Forum Romanum) oraz Sant’Andrea delle Fratte (1826). Architekt przygotował również projekt fasady Bazyliki Matki Bożej Ołtarza Niebiańskiego, który jednak nie został zrealizowany. Zmarł w Rzymie 31 października 1833 roku. Został pochowany w kościele Santi Luca e Martina w Rzymie.

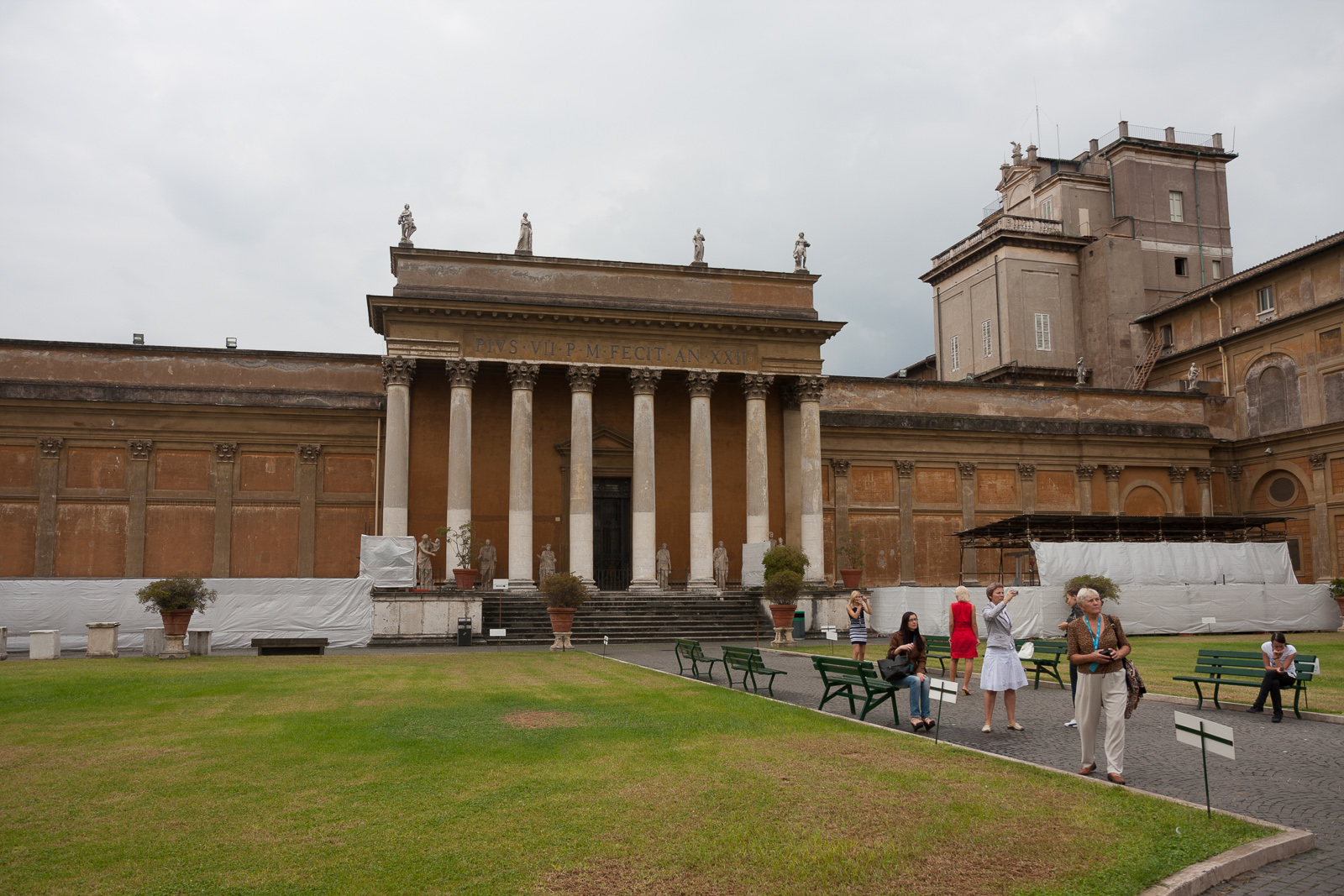
Braccio Nuovo od strony północnej
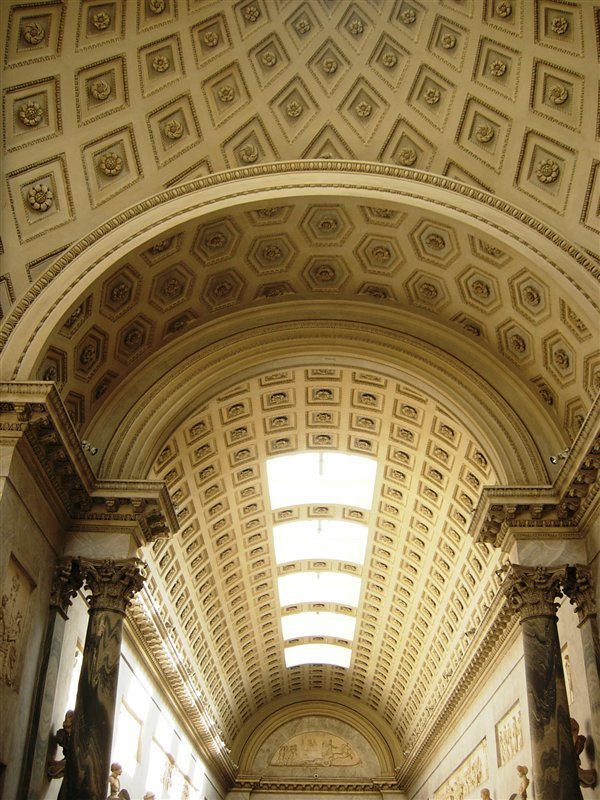
Braccio Nuovo, sklepienie
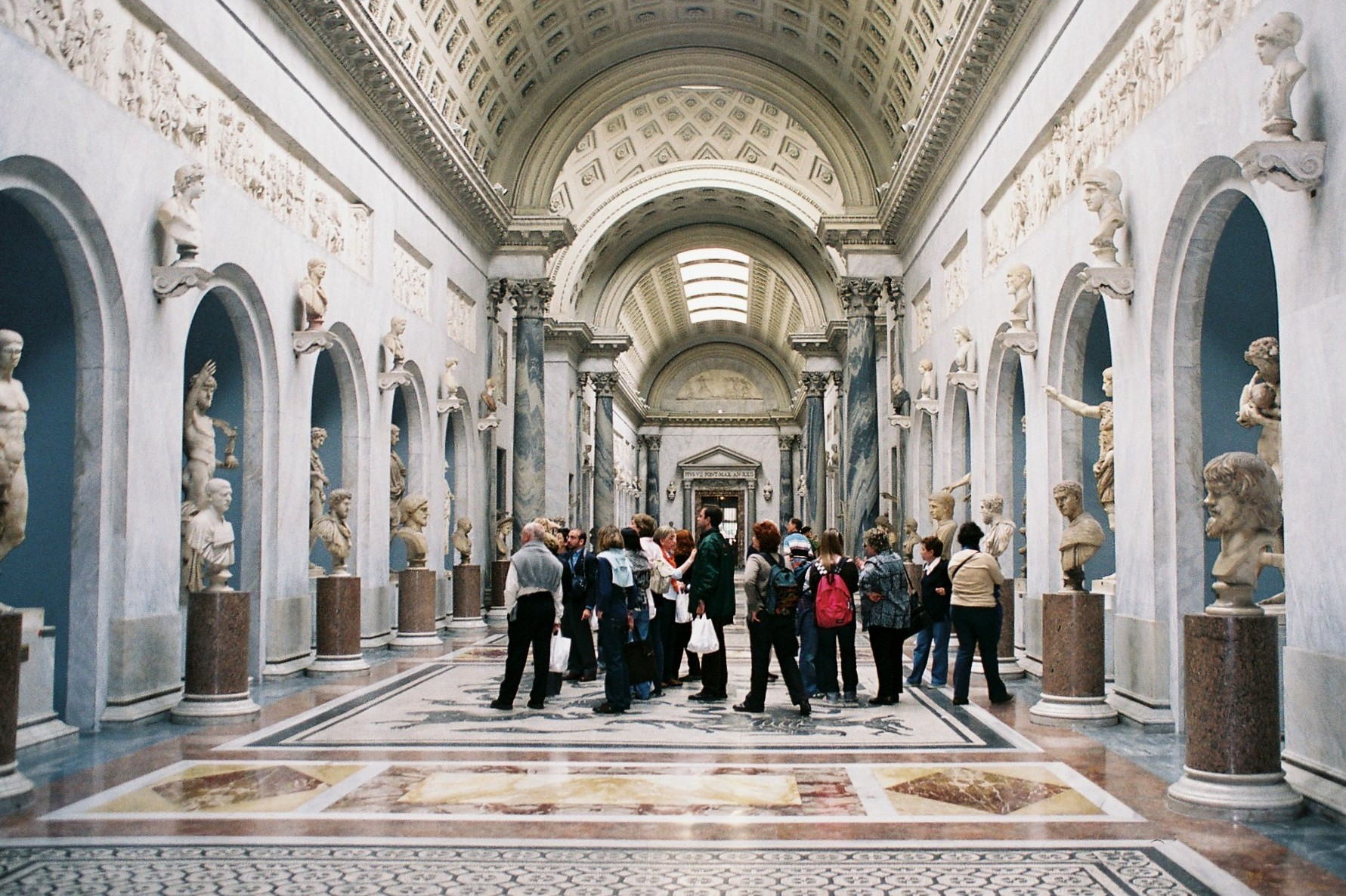
Braccio Nuovo, wnętrze
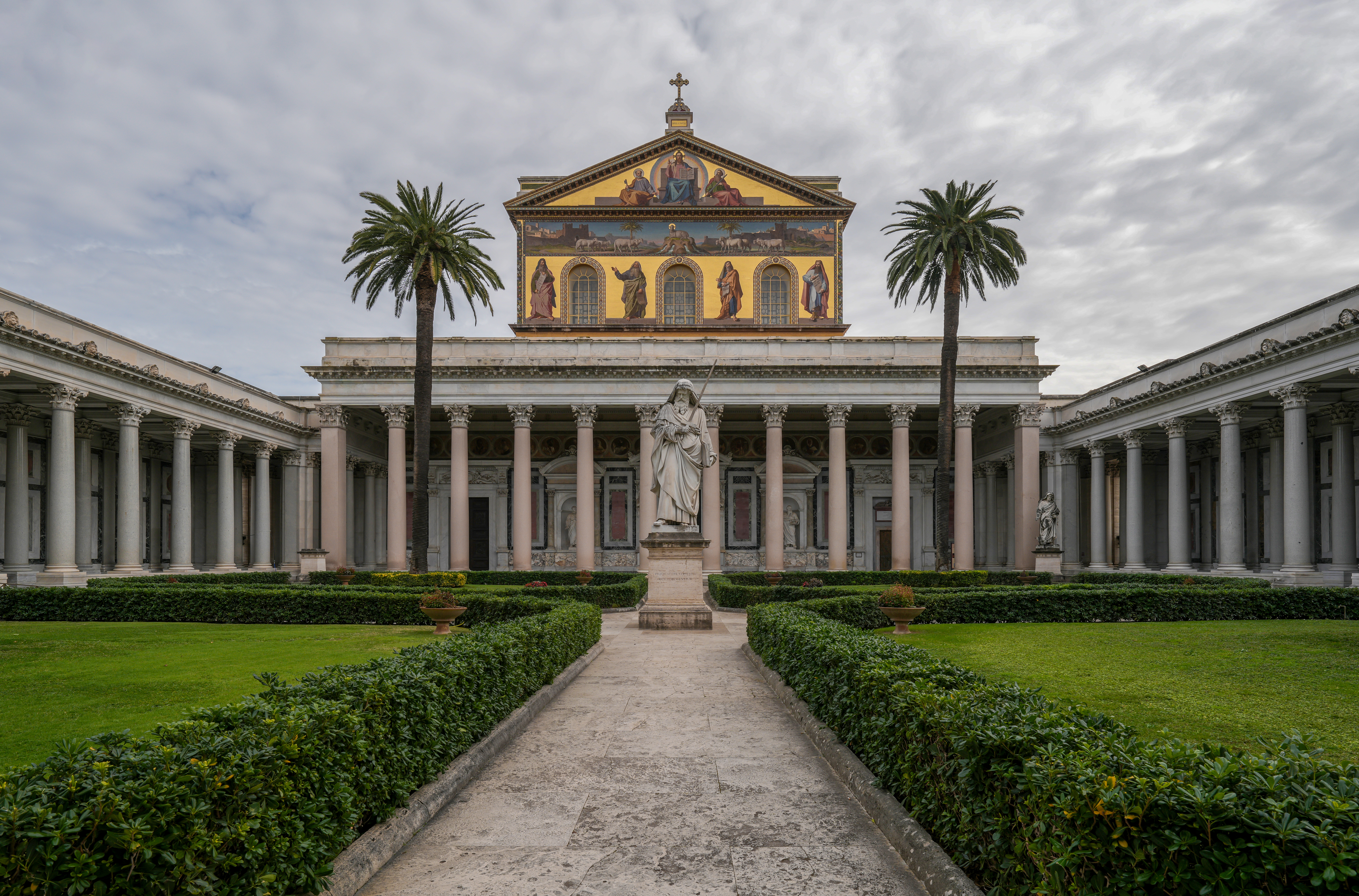
Bazylika św. Pawła za Murami
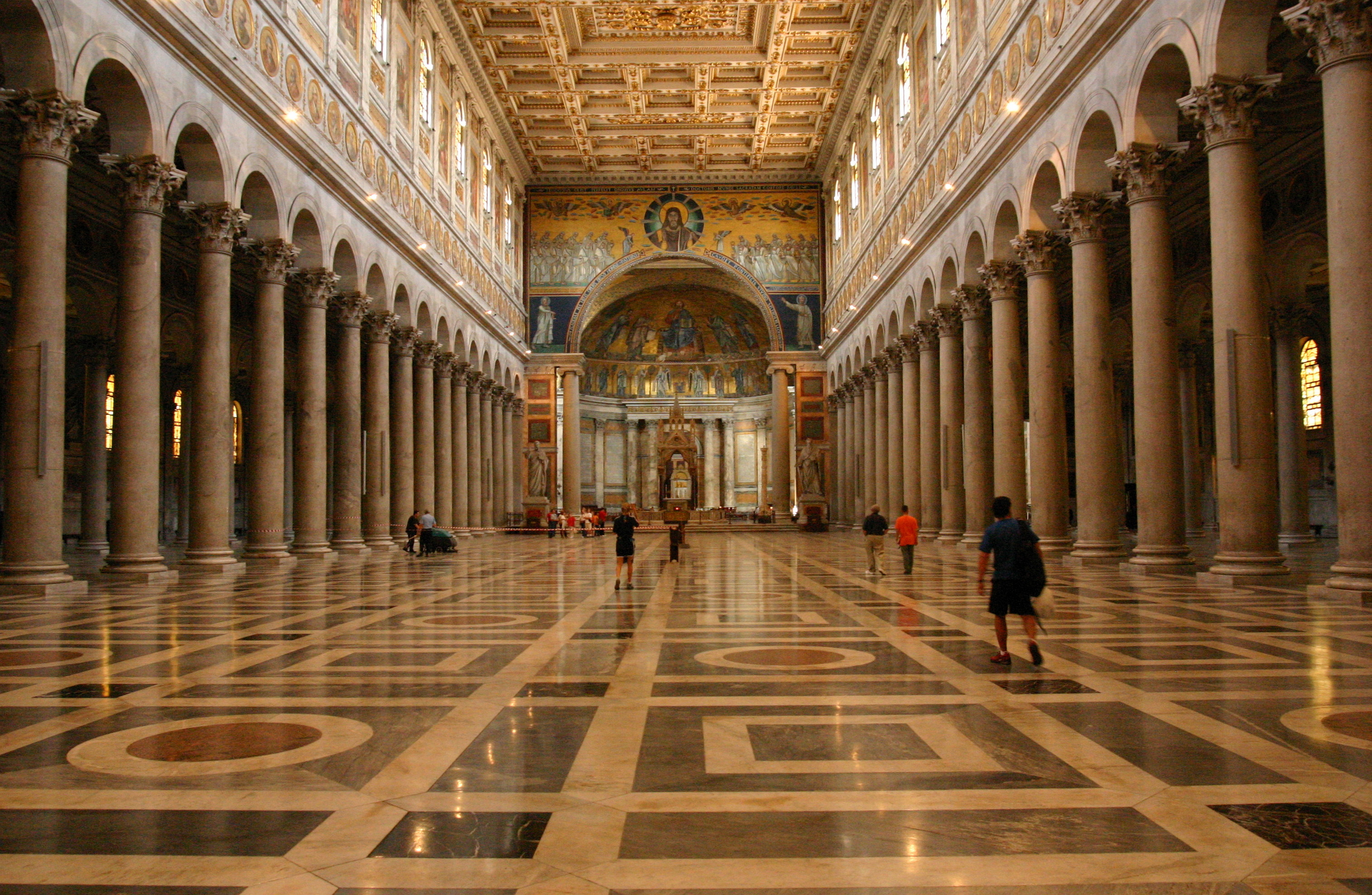
Bazylika św. Pawła za Murami, wnętrze